# 1197 Rhodesia
1197 Rhodesia este un asteroid din centura principală, descoperit pe 9 iunie 1931, de Cyril Jackson.